# Michał Karbownik
Michał Karbownik (ur. 13 marca 2001 w Radomiu) – polski piłkarz, występujący na pozycji obrońcy w Hertha Berlin oraz w reprezentacji Polski.

## Kariera klubowa
Treningi piłkarskie rozpoczynał w szkółce piłkarskiej „Jaskółka” w Kowali, która jednak nie prowadziła żadnej drużyny juniorskiej. Pierwszym klubem Karbownika była więc Zorza Kowala, w której zespole młodzieżowym pojawił się w 2011 r.. W latach 2012–2015 trenował w Młodziku 18 Radom, a w 2015 r. został przyjęty do juniorskiej ekipy Legii Warszawa. W latach 2016–2019 występował w drugiej drużynie „Wojskowych”, a w sezonie 2018/19 rozpoczął treningi w pierwszym zespole. 25 sierpnia 2019 na Stadionie Miejskim w Łodzi zadebiutował w Ekstraklasie, rozgrywając cały mecz 6. kolejki sezonu 2019/20 przeciwko ŁKS Łódź (wygrana Legii 2:3). Przebojem wywalczył sobie miejsce w składzie Legii. W lutym 2020 r. podczas gali tygodnika Piłka Nożna został wybrany odkryciem sezonu, a Justyna Suchecka opisała go w książce „Young Power. 30 historii o tym, jak młodzi zmieniają świat”. W sezonie 2019/20 wraz z Legią Warszawa zdobył Mistrzostwo Polski.
UEFA umieściła go na liście pięćdziesięciu młodych piłkarzy, którzy w 2020 r. mogli odegrać znaczącą rolę na ligowych boiskach. Został doceniony za „uniwersalność”.
W październiku 2020 r. podpisał czteroletni kontrakt z Brighton & Hove Albion i od razu został wypożyczony z powrotem do Legii. 28 sierpnia 2021 wypożyczono go do mistrza Grecji Olympiakosu Pireus, a 4 sierpnia 2022 – do Fortuny Düsseldorf z 2. Bundesligi, w której zadebiutował 14 sierpnia 2022 w meczu z Greuther Fürth (2:2). Premierową bramkę strzelił natomiast 11 listopada 2023 w zremisowanym 1:1 meczu przeciwko 1. FC Kaiserslautern.

## Kariera reprezentacyjna
Reprezentował Polskę w klasach wiekowych U-15, U-16, U-17, U-18 i U-19. Pierwszy nietowarzyski mecz międzynarodowy rozegrał 17 października 2017 w ramach eliminacji do Mistrzostw Europy U-17 w 2017 przeciwko San Marino. 24 sierpnia 2020 po raz pierwszy został powołany do seniorskiej reprezentacji Polski – na spotkania z Bośnią i Hercegowiną oraz Holandią w Lidze Narodów UEFA. W meczu kadry narodowej zadebiutował jednak dopiero 7 października 2020 w wygranym 5:1 pojedynku z Finlandią.

## Statystyki kariery

### Reprezentacyjne
Aktualne na 24 marca 2023.
| Reprezentacja | Rok     | Mecze | Bramki |
| ------------- | ------- | ----- | ------ |
| Polska        | 2020    | 3     | 0      |
| Polska        | 2023    | 1     | 0      |
| Ogólnie       | Ogólnie | 4     | 0      |

| Mecze i gole w reprezentacji | Mecze i gole w reprezentacji | Mecze i gole w reprezentacji | Mecze i gole w reprezentacji | Mecze i gole w reprezentacji | Mecze i gole w reprezentacji | Mecze i gole w reprezentacji |
| Lp.                          | Data                         | Miasto                       | Przeciwnik                   | Gol                          | Wynik                        | Rozgrywki                    |
| ---------------------------- | ---------------------------- | ---------------------------- | ---------------------------- | ---------------------------- | ---------------------------- | ---------------------------- |
| 1.                           | 07.10.2020                   | Gdańsk                       | Finlandia                    |                              | 5:1                          | towarzyski                   |
| 2.                           | 11.10.2020                   | Gdańsk                       | Włochy                       |                              | 0:0                          | LN 2020/2021                 |
| 3.                           | 14.10.2020                   | Wrocław                      | Bośnia i Hercegowina         |                              | 3:0                          | LN 2020/2021                 |
| 4.                           | 24.03.2023                   | Praga                        | Czechy                       |                              | 1:3                          | el. ME 2024                  |

## Sukcesy

### Legia Warszawa
- Mistrzostwo Polski: 2019/20[10], 2020/21

### Olympiakos
- Mistrzostwo Grecji: 2021/22

### Wyróżnienia
- Młodzieżowiec miesiąca w Ekstraklasie (grudzień 2019, sezon 2019/20)
- Młodzieżowiec sezonu w Ekstraklasie: 2019/20[21]